# 1904 Massevitch
Az 1904 Massevitch (ideiglenes jelöléssel 1972 JM) a Naprendszer kisbolygóövében található aszteroida. Tamara Szmirnova fedezte fel 1972. május 9-én.